# Sturmanita
La sturmanita és un rar mineral de la classe dels sulfats, que pertany al grup de l'ettringita. Va ser anomenada per Bozidar Darko Sturman, un mineralogista esloveno-canadenc.

## Classificació
Segons la classificació de Nickel-Strunz, la sturmanitata pertany a «07.D - Sulfats (selenats, etc.) amb anions addicionals, amb H₂O, amb cations de mida mitjana i grans; amb NO₃, CO₃, B(OH)₄, SiO₄ o IO₃» juntament amb els següents minerals: darapskita, humberstonita, ungemachita, clinoungemachita, charlesita, ettringita, jouravskita, bentorita, thaumasita, carraraïta, buriatita, rapidcreekita, korkinoïta, tatarskita, nakauriïta, chessexita, carlosruizita, fuenzalidaïta i txeliabinskita.

## Característiques
La sturmanita és un sulfat de fórmula química Ca₆(Fe3+,Al,Mn3+)₂(SO₄)₂[B(OH)₄](OH)₁₂·25H₂O. Cristal·litza en el sistema trigonal. La seva duresa a l'escala de Mohs és 2,5. Presenta colors grocs brillants a ambre.

## Formació i jaciments
Va ser identificada per primer cop l'any 1983 i aprovada per la IMA el mateix any. Va trobar-se per primer cop a la mina Black Rock, al desert del Kalahari (Sud-àfrica). Es troba en forma de cristalls bipiramidals en hematites i barita. La sturmanita també s'ha descrit en mines properes a Black Rock com ara la mina Wessel's, la mina Perth, la mina N'Chwaning i prop de la muntanya Lakargi a Rússia.
La sturmanita es troba com a mineral secundàri en dipòsits de manganès i es troba associat a barita, manganita, hausmannita i l'hematites.